# Khaldis (Hovhaness)
Khaldis; concerto for piano, four trumpets and percussion is een soort pianoconcert van Alan Hovhaness.
Hovhaness had net zijn Sint Vardan Symfonie voltooid en eenmalig uitgevoerd en wilde eenzelfde soort muziek wel voor de hand hebben voor een kleiner gezelschap. Daarbij moest de pianopartij niet al te moeilijk zijn, want die wilde hij eigenlijk wel zelf spelen. Na enig puzzelwerk kwam er een concert uit voor piano, vier (of een veelvoud daarvan) trompetten en percussie. De componist zat nog in zijn Armeense periode, dus er moest ook een Armeense titel komen. In dit geval koos Hovhaness voor Khaldis, de God van het Universum in het pre-Armenië-tijdperk van de Urartu. De eerste uitvoering volgde in 1952 met als pianiste Shoghere Markarian (overleden 15 november 2007, 81 jaar), beschermelinge van de componist, in het Cherry Lane Theatre in Manhattan.

## Muziek
Het werk is geschreven in een zwaar religieuze stijl en klinkt anders dan bijvoorbeeld zijn orkestwerken scherp en ongepolijst. Er zijn zeven delen:
1. Overture
2. Transmutation
3. Three tones
4. Bhajana (Adoration)
5. Jhala with drum
6. Processional
7. Finale.

De pianist(e) speelt met scherpe aanslagen op een manier zoals een dulcimer klinkt. Dat moet voorkomen dat de toonsterkte gedurende de noot afneemt, maar komt in Westerse oren (voor zover die daar niet aan gewend zijn) irritant over. Deze speelwijze wordt vooral toegepast in deel 5 Jhala; want Jhala is de Oosterse benaming voor die techniek. Deel 3 is exact of juist exact niet wat de titel is. Er worden weliswaar steeds maar drie tonen gespeeld (ges, f en es) maar deze worden “ondersteund” door een dronetoon (bes). Het geeft het deel een soort etudegevoel mee.
De trompetten spelen eigenlijk het gehele werk polyfonische canons, een specialiteit van de componist.

## Discografie
- Uitgave MGM en Heliodor: William Masselos met MGM ensemble (1954)
- Uitgave Crystal Records, Poseidon Records: Martin Berkofsky (1972)
- Uitgave Four Winds: Natasja Snitkofsky met ensemble (2005)
- Uitgave Brass Classics: Paul Juliet Edwards met ensemble (2006)

## Bron
- de Crystal Records compact disc met zeer matige geluidskwaliteit; het lijkt van de elpee opgenomen;
- Hovhaness.com